# Vårbyaffären

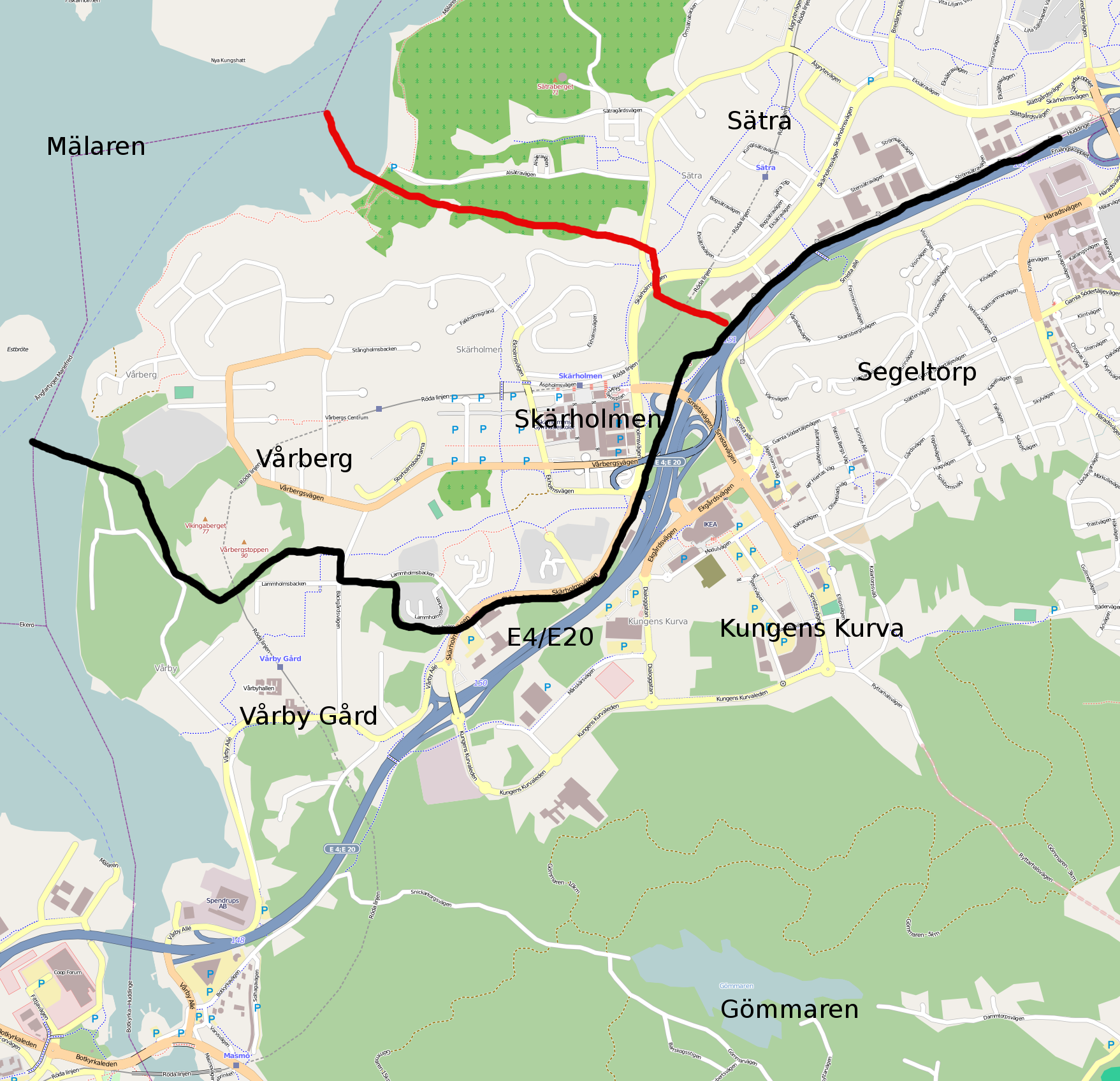
Sydvästra Stockholm. Svart linje anger nuvarande kommungräns, och röd linje visar den gamla kommungränsen norr om Skärholmens gård. Den gråblå linjen är europaväg E4 (Södertäljevägen).

Vårbyaffären, eller Vårbykrisen, var en markaffär 1961 då Huddinge kommun och Stockholms kommun köpte mark av varandra och kommungränsen drogs om. Affären skedde under stort hemlighetsmakeri, och när affären offentliggjordes drabbades Stockholm av en politisk kris som fick stor uppmärksamhet i pressen. Tillsammans med Sätraaffären säkrade Vårbyaffären Stockholms fortsatta utbyggnad under 1960-talet på Söderort.

## Bakgrund

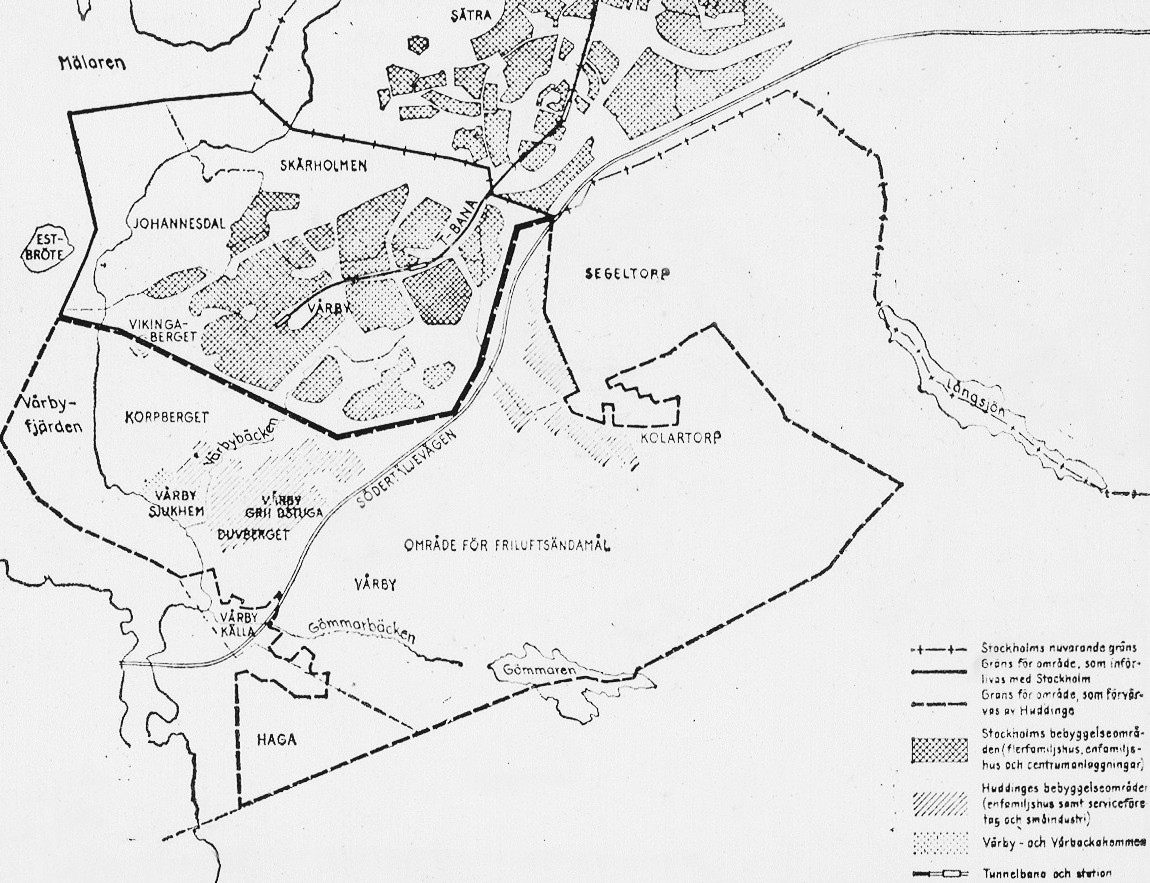
Karta över det så kallade "Vårbyområdet", 21 juni 1961.

Under många år, innan Vårbyaffären genomfördes, fanns det i Stockholms kommun ett stort behov av mark att bygga bostäder på. Inflyttningen var stor och många fick bo i små, omoderna lägenheter. 1960–1961 var läget på bostadsmarknaden mycket problematiskt. Det fanns nästan ingen tillgänglig mark i Stockholms kommun att bygga nya bostäder på. Den nya Lex Bollmora hade visserligen gjort det möjligt för Stockholms kommunala bolag att bygga i andra kommuner, men samarbetet med kringliggande kommuner gick dåligt. Under tiden hade den kommunala bostadskön 100 000 inskrivna köande.
1961 var nuvarande stadsdelarna Skärholmen och Vårberg ännu huvudsakligen obebyggda, lantliga områden. För de Stockholmspolitiker som ville bebygga dessa områden var det ett stort problem att de låg i Huddinge kommun. Stockholms kommun tog helt enkelt slut söder om Sätra; kommungränsen gick i skogen norr om Skärholmens gård. Sätra gårds område hade Stockholm i februari 1961 köpt efter hårda förhandlingar från tre kristna stiftelser Ersta diakonissanstalt, Sällskapet Vänner till Pauvres Honteux och Stockholms sjukhem som då ägde marken samt granngården Jakobsberg.
Stockholms kommun ägde dock mark i Vårbyområdet. Redan 1931 hade kommunen för 600 000 kronor köpt ett stort markområde i närheten, Vårby herrgårds 1 000 hektar stora område. Det var mark som bland annat omfattade dagens Kungens kurva. Markköpen hade fortsatt 1945 med Skärholmens gård, 110 hektar, för 500 000 kronor. Men den gällande lagstiftningen förbjöd kommunen att bygga bostäder på mark i andra kommuner om inte båda kommunerna var överens. Nils Eliasson, socialdemokrat och kommunstyrelsens ordförande i Huddinge kommun mellan 1948 och 1963, var känd som "stockholmshatare".

## Uppgörelsen

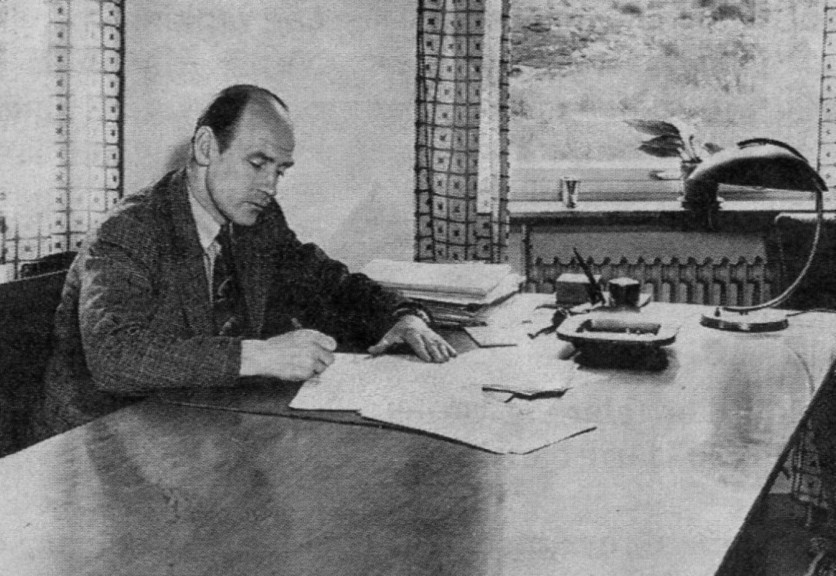
Nils Eliasson, Huddinges starke man.

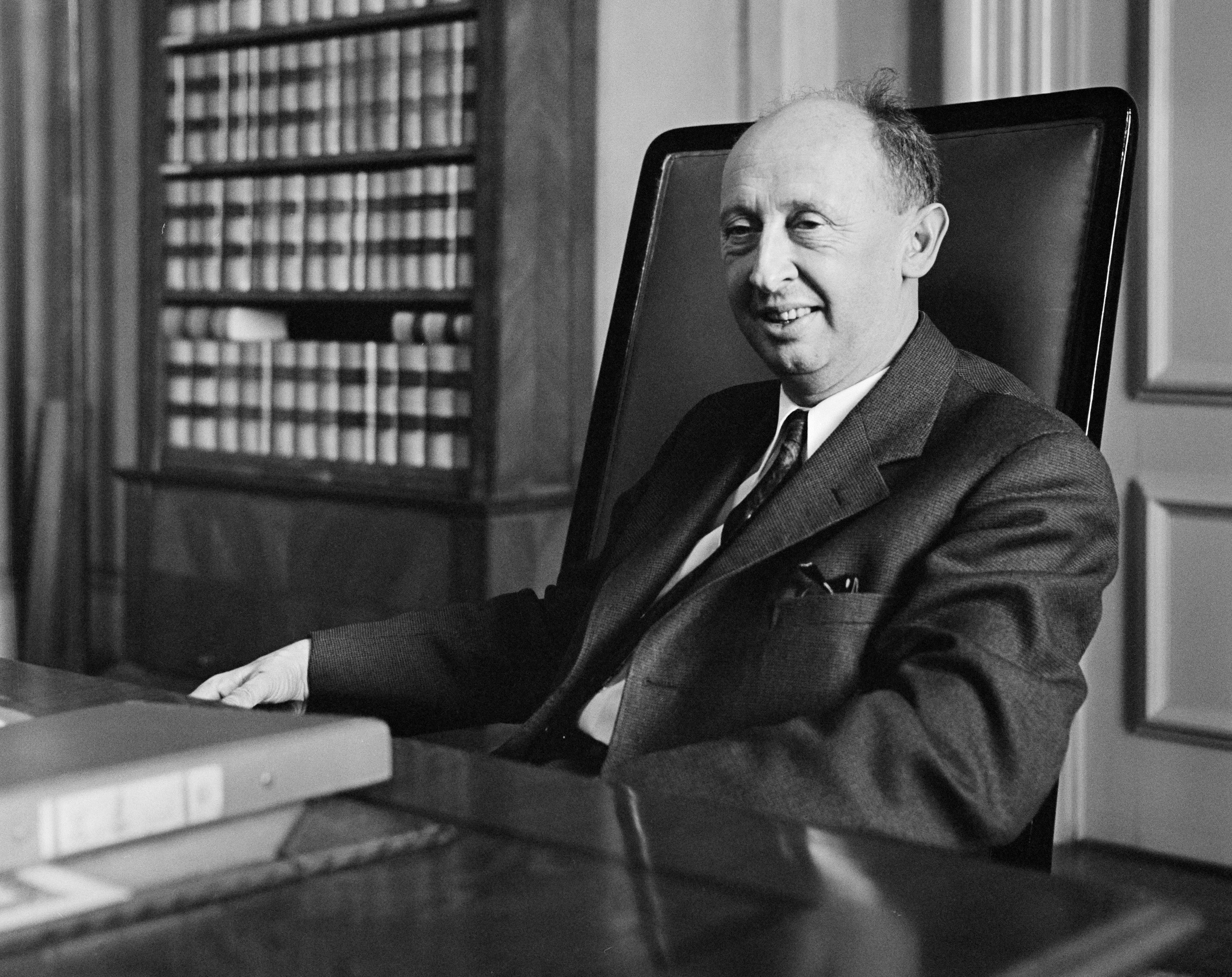
Hjalmar Mehr 1963.

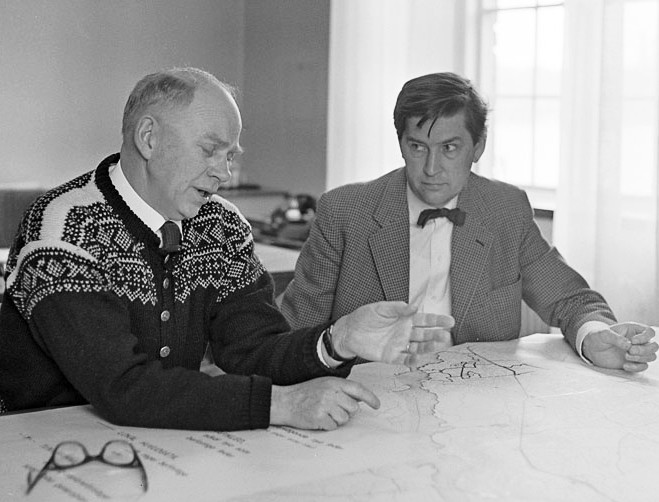
Joakim Garpe (t.v.) och stadsarkitekt Torsten Westman, 1963.

Två socialdemokratiska borgarråd i Stockholm, Hjalmar Mehr och Joakim Garpe var drivande bakom uppgörelsen. Mehr var finansborgarråd och sedan 1958 Stockholms ledande politiker. Garpe bar titeln Stor-Stockholmsborgarråd och ansvarade för regionala frågor och var ordförande i byggnadsnämnden.
Målet var att få kontroll över marken på den norra sidan av dagens E4, där bostäder för 30 000 personer skulle kunna byggas. I mars 1961 tog de kontakt med Nils Eliasson. De föreslog att om Stockholms kommun fick Skärholmen och Vårberg så skulle Huddinge kommun få köpa resten av Vårby herrgårds mark billigt. Kommungränsen skulle då hamna längs E4:an. Eliasson ställde som krav att hela affären skulle hållas hemlig tills ett preliminärt avtal fanns. Dessutom krävde han att Vikingaberget i Vårbyskogen skulle tillfalla Huddinge.
Den 11 mars möttes Eliasson, Garpe och Göran Sidenbladh (stadsplanedirektör i Stockholms stad) samt kanslichef Inge Hörlén i de snötyngda skogarna mellan Vårby gård och Vårberg. Det stora hemlighetsmakeriet gjorde att de närmast inblandade själva på plats i terrängen fick inspektera området för att med karta och måttband mäta in den nya gränsen. Vanan vid praktiskt fältarbete var nog inte så stor, för det visade sig senare att gruppen misslyckats med att få in Vikingaberget på Huddingesidan om gränsen.
Kraven på sekretess gjorde att frågan väcktes om man skulle underrätta det ansvariga fastighetsborgarrådet Walfrid Frank (folkpartist) om affären eller inte. Av politiska skäl ansågs det bäst om socialdemokraterna ensamma kunde ta åt sig äran av affären. Dessutom befarade man att Frank skulle berätta om affären för den folkpartistiska gruppledningen. Till slut bestämde Hjalmar Mehr att Frank inte skulle få veta något förrän i sista minuten.

## Beslutet i stadshuset
På kvällen måndagen den 5 juni 1961 tog kommunfullmäktige i de båda kommunerna beslut om affären. I Stockholms stadshus överlämnade Garpe ett grönt tjänsteutlåtande till Frank, gav honom huvuddragen i uppgörelsen och meddelade att pressen skulle underrättas på en gång.
Affären gick ut på följande :
De 385 hektar som Stockholms kommun redan ägde, skulle införlivas med Stockholm från den 1 januari 1963. Dessutom skulle det privat ägda Johannesdal hamna inom Stockholms kommun. Huddinge kommun skulle få köpa 775 hektar av Vårby herrgårds mark för 50 öre per kvadratmeter. Det var ett stort markområde mellan E4:an och sjön Gömmaren.
Joakim Garpe uttalade sig för Svenska Dagbladet: "Det här är en förhandlingsuppgörelse. Jag tror, att den är bra för Huddinge och jag vet, att den också är bra för Stockholm. I varje fall är den bra för dem som står i Stockholms bostadskö att man nu får möjlighet att bygga inom stans gräns för 25 000 - 30 000 flera Stockholmare än vad man eljest skulle haft plats för."

## Krisen
På tisdagen avreste Hjalmar Mehr till en kongress i Wien, så det blev Joakim Garpe som fick svara på frågor från pressen den följande tiden.
Samma dag publicerade Dagens Nyheter en artikel där det tydligt framgick att Walfrid Frank hållits ovetande om affären, och denne är bitter över händelseutvecklingen. Som fastighetsborgarråd var Frank ytterst ansvarig för Stockholms alla markaffärer.
Ledarskribenten Svante Nycander och den politiske chefredaktören Sven-Erik Larsson på Dagens Nyheter bestämde sig för att starta en ledarkampanj kring hur affären hade gått till. Deras första ledare den 7 juni gav skarp kritik: "Hrr Mehr och Garpe har uppträtt som köpmän med kontoret på fickan, de har utan kontakt med stadens fastighetsexpertis gjort upp om ett försäljningspris för marken, de har inte ens underrättat chefen för fastighetsroteln innan uppgörelsen träffades. De båda kumpanerna har inte haft något mandat att sluta avtal om inkorporering; borgarrådsberedningen har hållits helt ovetande om hrr Mehrs och Garpes skumraskmanöver."
Under torsdagen den 8 juni samlades några folkpartister i gruppledaren Gunnar Dalgrens rum för att diskutera nästa steg. En kommuniké skickades ut till pressen. "De båda borgarråden har inte kunnat redovisa några som helst skäl varför de satt sig över den arbetsordning som gäller för den kommunala styrelsen enligt stadsfullmäktiges beslut och övriga instruktioner. Det inträffade har skapat en förtroendekris som äventyrar samarbetsförhållandena i Stadshuset."
Gunnar Dalgren gjorde även ett uttalande och gav ett ultimatum: "Jag måste nu kräva ett klart besked om den socialdemokratiska gruppens inställning. Om ett kommunalt samarbete skall vara möjligt i fortsättningen, anser jag det nödvändigt med en bindande garanti från socialdemokratisk sida att kommunalstyrelsens gällande arbetsformer och praxis framdeles strikt skall iakttas av alla."
Hjalmar Mehr försvarade sig dock. För Dagens Nyheter uttalade han sig: "Vi har det största förtroende för borgarrådet Frank. Men enligt vårt bedömande kunde han ej undgå att dra frågan i sin grupp- eller gruppstyrelse. Och vi kunde ej ålägga honom tystnadsplikt mot hans politiska meningsfränder. Det var också villkoret från motparten att det ej skulle bli förhandspublicering. Situationen var ömtålig, men syftet var att lösa problem."
Aftonbladet och Stockholms-Tidningen försvarade samtidigt affären och kallade det politiska spelet för "en storm i ett vattenglas".
Den 14 juni var det nytt sammanträde i stadskollegiet. Folkpartigruppen lade fram en skrivelse där man begärde att "den arbetsordning och de former för beredning och beslut inom Stockholms kommunalstyrelse, vilka fastställs av fullmäktige och kollegium, strikt iakttages." Efter votering föll förslaget med röstsiffrorna 7-6. Socialdemokraterna lade fram en egen skrivelse som i korthet gick ut på att inget fel hade begåtts i hanteringen av markaffären. Skrivelsen godkändes efter votering. 
Den 15 juni publicerade Dagens Nyheter en ledare som var fortsatt kritisk till Mehr och Garpe. Samma dag åt Gunnar Dalgren lunch med partisekreteraren Olle Dahlén och Expressens andreredaktör Nils Hallerby. Lunchen slutade med att man bestämde att Dalgren och Frank skulle avgå som borgarråd om man inte fick sin vilja fram.
Sent samma kväll blev Mehr skriftligen underrättad om Folkpartiets beslut. Han avvisade dock kravet, och gav besked att om folkpartisterna skulle avgå så skulle Högerpartiet få tillsätta de två lediga posterna.
Samtidigt hade en medlare satt igång sitt arbete. Det tidigare borgarrådet och Dagens Nyheters vice ordförande Yngve Larsson (fp), som även stod bakom Stockholms författningsreform 1920 hade tagit kontakt med parterna. Den 19 juni besökte han Mehr och Dalgren var för sig och hade med ett förslag till försoningskommuniké. Klockan 14 inledde stadsfullmäktige ett sammanträde. Till en början avvisade Mehr folkpartiets krav. Men under mötets gång började Dalgren och Mehr att diskutera texten i Yngve Larssons försoningskommuniké. Klockan 23 var sammanträdet slut och de olika partigrupperna fortsatte med extra sammanträden var för sig. 
Dalgren läste upp den preliminära kommunikén för sina partikamrater. Eva Remens, Ulla Hagstrand och Gunnar Hjerne var kritiska : "Kommunikén är ju alldeles urvattnad ...". Dalgren tog kontakt med Mehr, men denne gick bara med på att ändra några ord. Vid midnatt var det hela klart och en presskonferens hölls där man läste upp den gemensamma kommunikén. 
Den sista delen av kommunikén löd: 
| ” | Värdet av den kommunala demokratins hävdvunna samarbetsformer vill partigrupperna, i anslutning till vad ifrån samtliga gruppledningars sida framhållits, starkt understryka : det är angeläget att dessa icke må rubbas av de motsättningar mellan olika partier och deras representanter som självfallet förekomma. I överenskommelse härmed vill partigrupperna vidare fastslå att den grundval av förtroende varpå borgarrådsinstitutionen vilar genom vad i ärendets behandling förekommit icke rubbats. | „ |

## Epilog
Själva inkorporeringen (i avtalet användes ordet gränsreglering) genomfördes som avtalat. Men när det var dags för Stockholm att sälja mark till Huddinge började Stockholm åberopa tekniska svårigheter. Men Nils Eliasson ansåg att det fanns ett giltigt försäljningskontrakt.
I avtalet hade man bestämt att Kungens kurva inte skulle exploateras utan bevaras som "friluftsmark". Det var därför man hade satt priset så lågt som 50 öre. Men redan den 2 januari 1962 träffade Eliasson en då okänd möbelhandlare, Ingvar Kamprad, som ville etablera ett möbelvaruhus i området (se Ikea Kungens kurva). Kommunen sålde även mark till dagligvarukedjan Metro samt till bensinbolaget Esso som ville öppna bensinmack och hotell. Kvadratmeterpriset hade då ökat till 20-25 kronor per kvadratmeter, en mångdubbling jämfört med de 50 öre som Huddinge fått köpa marken för av Stockholm. Att Huddinge formellt sett inte ägde marken var i praktiken inget hinder för de nya ägarna som började bygga utan att lagfart eller godkänd stadsplan fanns. Mehr och Garpe protesterade och ansåg att det var ett avtalsbrott att Huddinge sålde "friluftsmarken" vidare.
IKEA invigde sitt möbelvaruhus 1965. Skärholmen och Vårberg fick aldrig så många invånare som Garpe hoppats. 1975 hade stadsdelarna 16 801 invånare, en siffra som 2009 hade minskat till 16 747.